# Aulosaphobracon capitatus
Aulosaphobracon capitatus är en stekelart som beskrevs av Sergey A. Belokobylskij och Long 2005. Aulosaphobracon capitatus ingår i släktet Aulosaphobracon och familjen bracksteklar. Inga underarter finns listade.